# XMP
Extensible Metadata Platform (XMP) (conocida en español como Plataforma Extensible de Metadatos) es un tipo de lenguaje especificado extensible de marcado (eXtensible Markup Language) usado en los archivos PDF (Portable Document Format - Formato de Documento Portable), fotografía y en aplicaciones de retoque fotográfico. Fue introducido en un principio por Adobe System en abril del 2001 como parte de la versión 5.0 del producto Adobe Acrobat.
XMP define un modelo de metadatos que puede ser usado con cualquier conjunto definido de ítems (artículos) de metadatos. XMP también define un esquema particular para propiedades básicas útiles para registrar (grabar) la historia de un recurso a través de múltiples pasos en su procesamiento, desde tomar una fotografía, escanear o texto de autor, a través de pasos en la edición de la foto (como recortar una imagen) o ensamblado dentro de una imagen terminada. XMP permite a cada programa o dispositivo agregar su propia información al recurso digital, con lo que puede quedar incorporada en el archivo final.
XMP registra o graba metadatos en una sintaxis formada por un subconjunto de la W3C, la cual es escrita en XML.
Las etiquetas más comunes de metadatos grabadas en XMP son aquellas provenientes del Dublin Core Metadata Initiative, las cuales incluyen cosas como title (título), description (descripción), creator (creador), etc. El estándar es, como su nombre lo indica, diseñado para ser extendido, permitiendo a los usuarios incorporar sus propios tipos de metadatos personalizados dentro de los datos de XMP. Desafortunadamente, como con el XML generalmente no permite tipos de datos binarios dentro del mismo, esto significa que XMP no puede manejar cosas como imágenes miniatura (thumbnail) (a menos que esté codificado en Base64).
XMP puede ser usado en PDFs y otros fomatos gráficos como JPEG, JPEG 2000, GIF, PNG, HTML, TIFF, Adobe Illustrator, PSD, PostScript, y PostScript encapsulado. En una típica edición en un archivo JPEG, la información XMP es típicamente incluida junto con la información Exif e IPTC
En los documentos PDF, XMP no sólo puede ser usado para describir el documento en su totalidad, sino que también puede ser adjuntado a partes del documento, tales como páginas de imágenes incluidas y de etiquetas que definen las divisiones estructurales del mismo. Esta arquitectura permite conservar los derechos de autor y la licencia de la información sobre las imágenes incluidas en un documento publicado; también permite que los documentos creados a partir de varios documentos más pequeños, conserven los metadatos originales asociados a las piezas.
El 21 de junio de 2004, Adobe anunció su colaboración con el IPTC. En julio de 2004, un grupo de trabajo liderado por Gunar Penikisde Adobe Systems y Michael Steidl de IPTC se unieron y reclutaron voluntarios de AFP (Agence France-Presse), Associated Press, ControlledVocabulary.com, IDEAlliance, Mainichi Shimbun, Reuters y otras para desarrollar el nuevo esquema.
La especificación "IPTC Core Schema for XMP" versión 1.0 fue lanzada el 21 de marzo de 2005. Un conjunto personalizado de paneles para Adobe Photoshop CS, pueden ser descargados desde el IPTC. El paquete incluye la guía de usuario con ejemplos de fotos con información XMP añadida, la especificación de documento y una guía de implementación para desarrolladores. La "User's Guide to the IPTC Core" muestra en detalle sobre como cada uno de los campos se deberían usar y está también disponible como PDF (vea el enlace más abajo). La siguiente versión de Adobe Creative Suite (CS2) incluye estos paneles personalizados.
En marzo de 2012, XMP se convierte en un estándar ISO.

## Licencia
Adobe tiene una marca registrada sobre XMP y retiene el control sobre la especificación. Estas han sido liberadas como código fuente como el XMP SDK bajo una licencia llamada ADOBE SYSTEMS INCORPORATED - OPEN SOURCE LICENSE . La compatibilidad de esta licencia con la licencia GPL ha sido cuestionada . La licencia no se encuentra listada en la lista mantenida por Open Source Initiative  y es diferente de la mayoría de las otras de software de código abierto .

## Usado en los tipos de archivos...
- TIFF - Tag 700
- JPEG - Application segment 1 (0xFFE1) with segment header "http://ns.adobe.com/xap/1.0/\x00 (enlace roto disponible en Internet Archive; véase el historial, la primera versión y la última)."
- JPEG 2000 - 'uuid' atom with UID of 0xBE7ACFCB97A942E89C71999491E3AFAC